# Alexandrine van Pruisen (1915-1980)

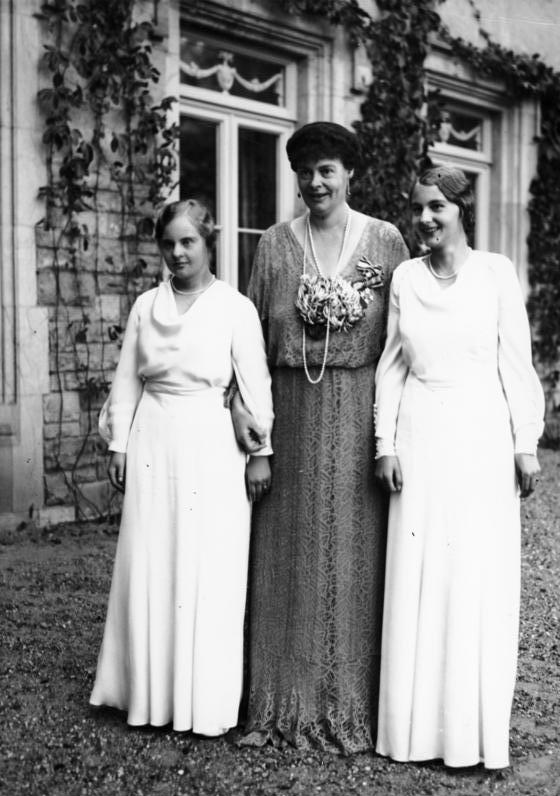
Alexandrine (links) met haar moeder en zusje Cecilia.

Alexandrine Irene van Pruisen (Berlijn, 7 april 1915 — Starnberg, 2 oktober 1980) was een Pruisische prinses uit het Huis Hohenzollern.
Zij was het vijfde kind van de laatste Duitse kroonprins Wilhelm en diens vrouw Cecilie van Mecklenburg-Schwerin, en een kleindochter van de laatste Duitse keizer Wilhelm II.
Alexandrine, die in familiekring Adini werd genoemd, had het syndroom van Down. Binnen de familie werd daar met grote vanzelfsprekendheid op gereageerd. Zij groeide op met haar broers en jongere zusje. Eerst in Potsdam, later - na de afschaffing van de monarchie - in Oels (Silezië), waar de familie een klein landgoed bezat. Zij bezocht vanaf 1932 een bijzondere school voor verstandelijk gehandicapte kinderen die de pedagoog Johannes Trüper had opgericht. Dat was de eerste school gericht op kinderen met een verstandelijke beperking in heel Europa. Vanaf 1936 woonde de prinses in Beieren waar ze tijdens de Tweede Wereldoorlog een teruggetrokken bestaan had. Eind 1945 betrok ze een huis aan de Starnberger See, waar ze tot haar dood woonde.